# Belvaux (Luksemburg)
Belvaux (lb. Bieles, niem. Beles) – wieś (Uertschaft) w południowym Luksemburgu, w kantonie Esch-sur-Alzette, siedziba administracyjna gminy Sanem. Do 3 października 2015 miejscowość leżała w dystrykcie Luksemburg. Liczy 8145 mieszkańców (1 stycznia 2023).